# Bílina
Bilina (în germană Bilin) este un oraș situat pe cursul lui Bilina în Boemia de nord, între orașele Most și Teplice din Cehia. Are circa 17000 de locuitori.